# Jean Delatour (equipo ciclista)
El Jean Delatour (código UCI: DEL) fue un equipo ciclista francés, patrocinado por la empresa Jean Delatour, que corrió un total de cuatro temporadas (2000-2003). Posteriormente pasó a llamarse R.A.G.T. Semences (código UCI: RAG) denominación en la que permaneció durante dos temporadas (2004 y 2005).

## Historia

### Jean Delatour
El equipo participó en tres ediciones del Tour de Francia (2001-2003), en las cuales logró dos victorias de etapa: una en 2002 con Patrice Halgand, y otra en 2003 con Jean-Patrick Nazon en los Campos Elíseos de París, por lo que un ciclista francés del equipo ganó la última etapa del Tour en la que participó la formación gala.

### R.A.G.T. Semences
En 2004 el equipo pasó a llamarse R.A.G.T. Sémences-MG Rover.

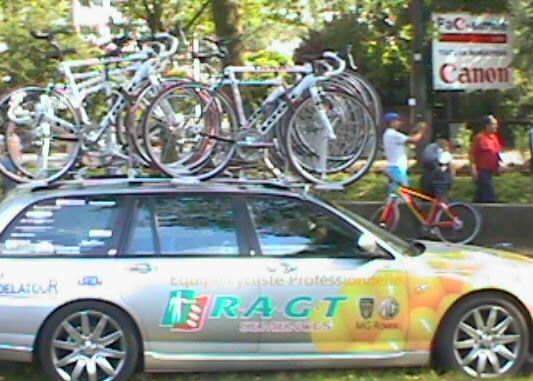
Coche del equipo RAGT Semences.

Ya en su última temporada, sin el copatrocinio de MG Rover, se quedaron fuera del Tour de Francia.

## Corredor mejor clasificado en las Grandes Vueltas
| Año  | Giro de Italia | Tour de Francia       | Vuelta a España       |
| ---- | -------------- | --------------------- | --------------------- |
| 2000 | -              | -                     | 32.º Laurent Brochard |
| 2001 | -              | 23.º Laurent Brochard | -                     |
| 2002 | -              | 17.º Stéphane Goubert | -                     |
| 2003 | -              | 31.º Stéphane Goubert | -                     |
| 2004 | -              | 71.º Sylvain Calzati  | -                     |
| 2005 | -              | -                     | -                     |

## Material ciclista
En sus dos primeras temporadas utilizó bicicletas Cyfac, las dos siguientes (2002-2003) utilizó bicicletas Scott, en 2004 Look y la última (2005) MBK.

## Clasificaciones UCI
A partir de 1999 y hasta 2004 la UCI estableció una clasificación por equipos divididos en tres categorías (primera, segunda y tercera). La clasificación del equipo y de su ciclista más destacado fue la siguiente:
| Año  | Categoría | Clasificación por equipos | Mejor corredor en la clasificación individual | Posición |
| 2000 | Segunda   | 4º                        | Laurent Brochard                              | 24.º     |
| 2001 | Segunda   | 3.º                       | Patrice Halgand                               | 44.º     |
| 2002 | Primera   | 23.º                      | Laurent Brochard                              | 25.º     |
| 2003 | Primera   | 25.º                      | Patrice Halgand                               | 71.º     |
| 2004 | Primera   | 30.º (último)             | Frédéric Finot                                | 355.º    |

A partir de 2005 la UCI instauró los Circuitos Continentales UCI, donde el equipo participó en su último año en activo, registrado dentro del UCI Europe Tour. Estando únicamente en la clasificación del UCI Europe Tour Ranking. Las clasificaciones del equipo y de su ciclista más destacado son las siguientes:
| Temporada          | Clasificación por equipos | Mejor corredor en la clasificación individual | Posición |
| 2005 (Europe Tour) | 34º                       | Christophe Rinero                             | 133.º    |

## Palmarés
Para años anteriores, véase Palmarés del Jean Delatour

## Plantilla
Para años anteriores, véase Plantillas del Jean Delatour

### Principales corredores
| - Yuriy Krivtsov - Jean-Patrick Nazon - Laurent Brochard - Patrice Halgand - Bruno Thibout - David Lefèvre - Frédéric Bessy - Christophe Edaleine - Christophe Oriol - Samuel Plouhinec | - Frédéric Finot - Laurent Lefèvre - Francisque Teyssier - Gilles Bouvard - Christophe Bassons - Eddy Lembo - Cyril Dessel - Laurent Roux - Samuel Dumoulin - Eddy Seigneur | - Hubert Dupont - Guillaume Auger - Éric Berthou - Kevyn Ista - Sébastien Minard - Christophe Laurent - Yoann Le Boulanger - Émilien-Benoît Bergès - Christophe Rinero - Sébastien Joly |